# Bulbostylis cioniana
Bulbostylis cioniana är en halvgräsart som först beskrevs av Pi.Savi, och fick sitt nu gällande namn av Kaare Arnstein Lye. Bulbostylis cioniana ingår i släktet Bulbostylis och familjen halvgräs. Inga underarter finns listade i Catalogue of Life.